# ソード・ビーチ

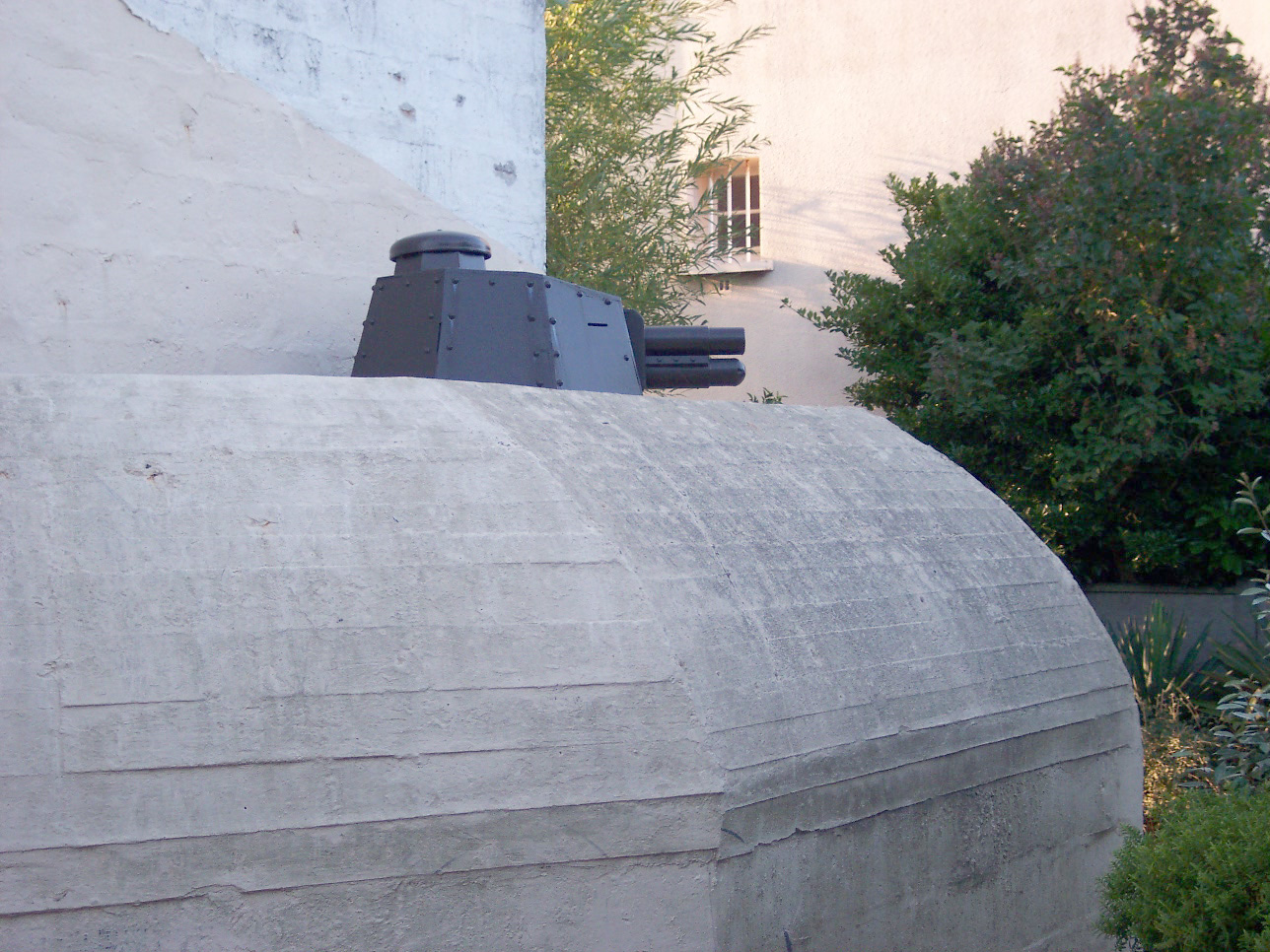
ドイツ軍のウイストルアムにおける防備。(2005年撮影)

ソード・ビーチ(Sword Beach)は、第二次世界大戦中の1944年6月6日に開始された連合国軍によるヨーロッパ反攻作戦であるオーバーロード作戦の一部であるノルマンディー上陸作戦（陸海空三軍共同上陸作戦がネプチューン作戦である。）における5か所の上陸地点の1つに付された連合国側のコードネームである。

## 上陸前
ソード・ビーチはサン・トーバン・シュル・メール (Saint-Aubin-sur-Mer) からオルヌ川 (Orne) までの区間で、上陸地点中の最も東の上陸地点だった。上陸地点は西から東へ4つの地域、オーボエ(Oboe)、ピーター(Peter)、クイーン(Queen)、ロジャー(Roger)に分けられた。この地域一帯にドイツ軍の砲台が多数設置されていたため、艦砲射撃を行う艦隊には戦艦2隻（ラミリーズ、ウォースパイト）、モニター艦1隻（ロバーツ）、巡洋艦5隻、駆逐艦13隻が配備された。
ドイツ軍の防御は海岸陣地や、対戦車壕、地雷原、機関銃、歩兵砲が海岸に配置され、メルヴィルのオール川を越える地点では重火器が配置されていた。防御部隊はドイツ第716歩兵師団に属し、近くのドイツ第21装甲師団に支援を求めることが可能であった。上陸部隊は、イギリス第1軍団のイギリス第3歩兵師団、イギリス第27機甲旅団により構成されていた。

## 上陸
上陸は、サン・トーバン・シュル・メールの海岸であるクイーン地域に集中した。主目標は、カーンとその近くのカルピケ(Carpiquet)飛行場を即座に確保し西へ進むことであった。第3歩兵師団による上陸が07:25にペーターとクイーンに始まった。コマンド部隊がオール川とカーン運河に架かる橋の確保を命じられ、それとリンクして、第6空挺師団の降下兵がメルヴィルの防御拠点を破壊し橋を確保することになっていた。海岸での抵抗は弱く、45分の戦闘で内陸に部隊が進み、東の側面では昼までに、コマンド部隊がオール川と降下部隊の地点に到着した。しかしイギリス軍はその日遅くまで西側のカナダ軍とのリンクが取れなかった。このエリアへのドイツ軍の特筆すべき反撃は16:00に行われた。2回の攻撃で、ドイツ軍第21装甲師団により、カーンからリオン・シュル・メールとリュック・シュル・メールの間の海岸まで押し戻され、夕方までに再占領された。54台のドイツ軍の戦車が破壊され、98台が行動不能となった。
その日のうち、28,845人のイギリス兵が上陸し630人の損害しか受けなかった。しかし、カーンは強固な抵抗にあい、攻撃は町から6km程度手前で停止した。イギリス軍は、完全戦力で海岸に装備を下ろした状態で、にっちもさっちも行かない状態に陥ってしまった。
ノルマンディー侵攻で連合軍が上陸した海岸は、現在当時の作戦のコードネームの名前が付けられている。

## 海岸での有名な地点
- ペガサス橋 - 第15代ローヴァット卿サイモン・フレイザー（英語版）がコマンド部隊を率いて占領